# Nils Rosén von Rosenstein
Nils Rosén von Rosenstein (Sexdrega, Västergötland, 11 de febrero de 1706-Upsala, 16 de julio de 1773) fue un médico, anatomista y naturalista sueco, considerado el fundador de la pediatría.

## Biografía
Rosenstein publicó en 1752 su tratado de medicina familiar De Morbis infantum que se traduciría en numerosas lenguas (ocho lenguas en veinticinco ediciones hasta la última edición sueca de 1851). La obra Rosenstein se traduce en francés en 1778 por Jean Baptiste Lefebvre de Villebrune (1732-1809) bajo el título de Traité des Maladies des Enfants. Ouvrage qui est le fruit d'une longue observation, & appuyé sur les faits les plus authentiques (Ed. Pierre Guillaume Cavelier, París).
Queriendo interesar al mayor número de personas posible, Rosén von Rosenstein, presenta sus ideas en forma de un almanaque. Se interesa, en particular, por la vacunación contra la viruela.
Enseñó como docente Medicina en la Universidad de Upsala en donde Carlos Linneo (1707-1778) fue su colega.
- La abreviatura «N.Rosén» se emplea para indicar a Nils Rosén von Rosenstein como autoridad en la descripción y clasificación científica de los vegetales.[4]Esta abreviatura fue aplicada hasta 1762, a partir de esta fecha se utiliza la abreviatura Rosenstein.